# Michał Ambroży Kochanowski
Michał Ambroży Kochanowski herbu Korwin (ur. 1757 w Sandomierzu, zm. 18 lutego 1832 w Warszawie) – poseł na Sejm Czteroletni, członek władz insurekcji kościuszkowskiej, senator-kasztelan  i senator-wojewoda Królestwa Polskiego, radca stanu w Radzie Stanu Księstwa Warszawskiego w 1812 roku, członek Izby Najwyższej Wojennej i Administracji Publicznej w 1806 roku, prezes Izby Administracji Publicznej departamentu warszawskiego w 1808 roku, szambelan Stanisława Augusta od 1778.

## Życiorys
W latach 1767–1775 kształcił się w Szkole Rycerskiej. Po I rozbiorze Polski podjął nieudaną próbę zasztyletowania marszałka Sejmu Rozbiorowego Adama Ponińskiego. Jako major inżynierów brał udział w wytyczaniu nowej granicy pomiędzy Rzecząpospolitą i Prusami (1774–1782) i pomiędzy Rzecząpospolitą i Rosją (1780–1785). Od 1786 był podwojewodzim radomskim. Był posłem na Sejm Czteroletni z województwa sandomierskiego w 1788 roku. 29 kwietnia 1791 roku przyjął obywatelstwo miejskie w ratuszu Starej Warszawy. 2 maja 1791 roku podpisał asekurację, w której zobowiązał się do popierania projektu Ustawy Rządowej. Zwolennik Konstytucji 3 maja, był jednym  z założycieli Zgromadzenia Przyjaciół Konstytucji Rządowej. W 1791 odznaczony Orderem Świętego Stanisława.
W 1794 złożył akces do powstania i wszedł do Rady Zastępczej Tymczasowej, obejmując posadę w Wydziale Dyplomatycznym. W Radzie Najwyższej Narodowej został zastępcą radcy, pełnił obowiązki przewodniczącego jej Wydziału Bezpieczeństwa. Jako nadzorujący działania Deputacji Indagacyjnej, badał m.in. materiały zdobyte w czasie insurekcji warszawskiej w ambasadzie rosyjskiej. Kontrolował ponadto Dyrekcję Poczty i więzienia warszawskie. Trzykrotnie prezydował RNN, w tym w czasie szturmu Pragi w dniach 29 października-5 listopada 1794.
Po upadku insurekcji nawiązał kontakt z agencją paryską Franciszka Barssa. W 1797 aresztowany przez policję austriacką w Pradze. Komisja Rządząca 29 września 1807 powierzyła mu stanowisko prezesa Komisji Żywności. 17 sierpnia 1808 mianowany radcą stanu z prawem głosu w Radzie Ministrów Księstwa Warszawskiego. W 1809 w czasie austriackiej okupacji Warszawy ponownie uwięziony. 19 września 1812 odznaczony Orderem Orła Białego. Sprawował tymczasowo urząd ministra spraw wewnętrznych, po nagłej śmierci Jana Łuszczewskiego. W styczniu 1813 mianowany komisarzem do zaopatrzenia armii austriackiej. Na życzenie króla Saksonii Fryderyka Augusta I pozostał w okupowanej przez Rosjan Warszawie, gdzie został członkiem Komisji Centralnej.
W Królestwie Kongresowym mianowany w 1817 senatorem-kasztelanem. Od 28 maja 1831 senator-wojewoda. Wziął udział w sądzie sejmowym, gdzie był zwolennikiem łagodnego wymiaru kary dla podejrzanych o działalność niepodległościową. Po wybuchu powstania listopadowego wszedł w skład Rady Administracyjnej, na krótko został członkiem Rządu Tymczasowego. 25 stycznia 1831 podpisał uchwałę sejmu o detronizacji Mikołaja I. 28 maja wybrany wojewodą. Od 2 lipca prezydował w Senacie, w zastępstwie nieobecnego marszałka.
Był wolnomularzem, mistrzem obrzędów Wielkiego Wschodu Polski (1811–1812), członkiem honorowym loży Świątynia Izis, członkiem najwyższej Loży Kapitularnej (1820).